# Bintou Simporé
Bintou Simporé est une journaliste animatrice et réalisatrice française.
Responsable de programmes chez Radio Nova, elle est connue pour son émission radiophonique hebdomadaire Néo Géo, consacrée à la World music ou « sono mondiale » et diffusée de 1992 à 2023. 

## Biographie
Bintou Simporé naît d'une mère parisienne et d'un père burkinabé. Elle grandit à Fontgombault, dans l'Indre et souhaite devenir danseuse. Elle étudie l'aménagement du territoire et la macroéconomie.
Elle coorganise le festival Racines Noires, rencontre des cinémas du Monde Noir avec Catherine Ruelle, journaliste à Radio France internationale (RFI). Elle entre à Radio Nova comme stagiaire en 1985 et est chargée de repérer les bons plans culturels à Paris.  
Entre 1992 et 2023, elle anime l'émission Néo géo, consacrée à la World music ou « sono mondiale », le dimanche de 10 heures à midi. Elle y reçoit des artistes du monde entier comme  Tony Allen, Vincent Peirani ou encore Sara Tavares,.
Elle anime aussi un temps l'émission Le Grand Mix sur Nova et l'émission culturelle télévisée Cargo sur RFO.

## Filmographie
- 2021 - Orchestra Baobab, une autre histoire du Sénégal, réalisé par Toumani Sangaré : voix off[4]
- 1996 - Original Funk, le son de la Nouvelle-Orléans, réalisé par Matthias Sanderson, écrit avec Jean-François Bizot et Matthias Sanderson[5]
- 1995 - Paris funky, écrit et réalisé avec Jean-François Bizot[6]
- 1995 - Antilles, de la biguine au ragga, écrit et réalisé avec Jean-François Bizot[7]

## Publications
- Les musiques du monde en question, Maison des cultures du monde [Actes Sud], coll. « Internationale de l'imaginaire », 1999 (ISBN 978-2-7427-2302-7), p. 241-251